# Eliteserien (Schach) 2013/14
Die Eliteserien 2013/14 war die achte Spielzeit der norwegischen Eliteserien im Schach.
Norwegischer Mannschaftsmeister wurde zum fünften Mal in Folge die Oslo Schakselskap. Aus der 1. divisjon waren im Vorjahr der Vålerenga Sjakklubb und der SK 96 Bergen aufgestiegen. Während Vålerenga den Klassenerhalt erreichte, wäre der SK 96 rein sportlich zusammen mit dem Moss Schakklub abgestiegen. Da jedoch Vålerenga gegen den SK 96 einen nicht spielberechtigten Spieler einsetzte, wurde Vålerengas 4:2-Sieg am grünen Tisch in einen 3:2-Sieg für den SK 96 umgewandelt, und der SK 96 konnte noch SOSS Selvaagbygg hinter sich lassen. Auch SOSS Selvaagbygg musste wegen des Einsatzes eines nicht spielberechtigten Spielers einen Punktabzug hinnehmen, dies war jedoch für die Abstiegsfrage nicht von Belang. Da allerdings die Eliteserien zur Saison 2014/15 auf zwölf Mannschaften aufgestockt wurde, blieb SOSS Selvaagbygg der Abstieg erspart. Ursprünglich wurden auch die Black Knights Oslo wegen des gleichen Vergehens mit einem Punktabzug bestraft, diese Entscheidung wurde jedoch später widerrufen.
Zu den gemeldeten Mannschaftskadern der teilnehmenden Vereine siehe Mannschaftskader der Eliteserien (Schach) 2013/14.

## Spieltermine
Die Wettkämpfe fanden statt am 1., 2. und 3. November 2013, 10., 11. und 12. Januar, 21., 22. und 23. März 2014. Alle Wettkämpfe wurden zentral in Oslo ausgerichtet.

## Saisonverlauf
Die Oslo Schakselskap leistete sich zwar in der zweiten Runde eine überraschende Niederlage gegen den Neuling Vålerenga Sjakklubb, gewann aber alle übrigen Wettkämpfe und wurde mit zwei Punkten Vorsprung erneut Meister.
Der Abstiegskampf schien schon vor der letzten Runde entschieden zu sein, da der SK 96 Bergen und der Moss Schakklub bis dato nur je ein Unentschieden erreicht hatten und damit vier Punkte vom rettenden achten Platz entfernt waren. Durch die erwähnte Ergebnisänderung stellte es sich jedoch heraus, dass der SK 96 mit seinem Sieg gegen Moss SOSS Selvaagbygg überholte. Durch die Aufstockung der Liga auf zwölf Mannschaften war allerdings Moss einziger Absteiger.

## Abschlusstabelle
| Pl. | Verein                   | Sp | G | U | V | MP   | Brett-P.  |
| --- | ------------------------ | -- | - | - | - | ---- | --------- |
| 01. | Oslo Schakselskap (M)    | 9  | 8 | 0 | 1 | 16:2 | 41,5:12,5 |
| 02. | Asker Schakklubb         | 9  | 6 | 2 | 1 | 14:4 | 32,0:22,0 |
| 03. | Vålerenga Sjakklubb (N)  | 9  | 5 | 2 | 2 | 12:6 | 31,0:23,0 |
| 04. | Schakklubben av 1911     | 9  | 6 | 0 | 3 | 12:6 | 31,0:23,0 |
| 05. | Akademisk Sjakklubb Oslo | 9  | 5 | 0 | 4 | 10:8 | 22,5:31,5 |
| 06. | Bergens Schakklub        | 9  | 4 | 1 | 4 | 9:9  | 26,0:28,0 |
| 07. | Black Knights Oslo       | 9  | 2 | 2 | 5 | 6:12 | 25,5:28,5 |
| 08. | SK 96 Bergen (N)         | 9  | 2 | 1 | 6 | 5:13 | 21,5:32,5 |
| 09. | SOSS Selvaagbygg         | 9  | 2 | 1 | 6 | 5:13 | 18,5:35,5 |
| 10. | Moss Schakklub           | 9  | 0 | 1 | 8 | 1:17 | 17,5:36,5 |

## Entscheidungen
|     | Norwegischer Meister: Oslo Schakselskap      |
|     | Absteiger in die 1. divisjon: Moss Schakklub |
| (M) | Meister der letzten Saison                   |
| (N) | Aufsteiger der letzten Saison                |

## Kreuztabelle
| Ergebnisse | Ergebnisse               | 01. | 02. | 03. | 04. | 05. | 06. | 07. | 08. | 09. | 10. |
| ---------- | ------------------------ | --- | --- | --- | --- | --- | --- | --- | --- | --- | --- |
| 01.        | Oslo Schakselskap        |     | 4½  | 2½  | 4½  | 6   | 4   | 4½  | 4½  | 5½  | 5½  |
| 02.        | Asker Schakklubb         | 1½  |     | 3½  | 3½  | 5½  | 5   | 3½  | 3   | 3   | 3½  |
| 03.        | Vålerenga Sjakklubb      | 3½  | 2½  |     | 5   | 3½  | 3   | 3   | 2   | 3½  | 5   |
| 04.        | Schakklubben av 1911     | 1½  | 2½  | 1   |     | 5   | 4   | 4   | 4   | 4½  | 4½  |
| 05.        | Akademisk Sjakklubb Oslo | 0   | ½   | 1½  | 1   |     | 3½  | 3½  | 3½  | 4½  | 4½  |
| 06.        | Bergens Schakklub        | 2   | 1   | 3   | 2   | 2½  |     | 4½  | 4   | 3½  | 3½  |
| 07.        | Black Knights Oslo       | 1½  | 2½  | 3   | 2   | 2½  | 1½  |     | 4½  | 5   | 3   |
| 08.        | SK 96 Bergen             | 1½  | 3   | 3   | 2   | 2½  | 2   | 1½  |     | 2½  | 3½  |
| 09.        | SOSS Selvaagbygg         | ½   | 3   | 2½  | 1½  | ½   | 2½  | 1   | 3½  |     | 3½  |
| 10.        | Moss Schakklub           | ½   | 2½  | 1   | 1½  | 1½  | 2½  | 3   | 2½  | 2½  |     |

Anmerkung: Wegen des Einsatzes nicht spielberechtigter Spieler wurden die Wertungen der folgenden Wettkämpfe geändert:
- Der Wettkampf zwischen dem Vålerenga Sjakklubb und dem SK 96 Bergen endete 4:2 für Vålerenga, wurde aber 3:2 für den SK 96 gewertet.
- Der Wettkampf zwischen dem Vålerenga Sjakklubb und dem Akademisk Sjakklubb Oslo endete 5,5:0,5 für Vålerenga, wurde aber 3,5:1,5 für Vålerenga gewertet.
- Der Wettkampf zwischen SOSS Selvaagbygg und dem Akademisk Sjakklubb Oslo endete 4:2 für den Akademisk Sjakklubb, wurde aber 4,5:0,5 für den Akademisk Sjakklubb gewertet.

## Die Meistermannschaft
| 1.            | Oslo Schakselskap |
| Schachfiguren | Leif Erlend Johannessen, Einar Gausel, Nicolai Getz, Andreas Moen, Lars Oskar Hauge, Ørnulf Stubberud, Simen Agdestein, Jon Ludvig Hammer, Emanuel Berg, Leif Øgaard, Kristian Trygdstad, Sebastian Mihajlov. |